# Chan Sy
Chan Sy (en jemer: ចាន់ ស៊ី; Kompung Chinang, Camboya francesa, 1932-Moscú, Unión Soviética, 26 de diciembre de 1984) fue un militar y político camboyano que fungió como Presidente del Consejo de Ministros de la República Popular de Kampuchea desde la deposición de Pen Sovan en diciembre de 1981, hasta su muerte en diciembre de 1984.

## Biografía
Chan Sy era un camboyano de ascendencia china. Muy temprano en su vida se convirtió en una figura militar destacada, uniéndose a las filas de los Jemeres Viet Minh, en la década de 1950. Chan Sy abandonó Camboya en 1954 después de que la Conferencia de Ginebra reconoció al gobierno del príncipe Norodom Sihanouk como la única autoridad legítima en una Camboya independiente. Un miembro del Partido Comunista desde 1960, se cree que Chan Sy regresó a Camboya en 1970 después del golpe de Estado que expulsó al príncipe Sihanouk y puso al proestadounidense Lon Nol en el poder. Chan Sy se oponía al ultra nacionalista Pol Pot, por cuyos partidarios fue detenido en 1973. Reapareció en la escena en 1978, con las fuerzas del Frente Unido de Kampuchea para la Salvación Nacional (KUFNS) y con los vietnamitas que derrocaron al régimen de los Jemeres Rojos en 1979, estableciendo la República Popular de Kampuchea.
Después de unos meses de entrenamiento militar en la Unión Soviética, en 1980 fue nombrado viceministro de Defensa y el año siguiente ministro de Defensa y vicepresidente del Consejo de Ministros del gabinete de Pen Sovan. El mismo año también se convirtió en miembro del Politburó del Partido Revolucionario Popular de Kampuchea (KPRP). Cuando Sovan fue reemplazado como secretario general del partido por Heng Samrin, Chan Sy asumió el cargo de primer ministro. Considerado un firme partidario de la política pro-vietnamita, Chan Sy había hecho visitas a Bulgaria y Alemania del Este, así como a la Unión Soviética. En la Asamblea Nacional representó a su provincia natal. El 11 de febrero de 1982 fue confirmado en el cargo.
Chan Sy murió en un hospital de Moscú, donde fue tratado por una enfermedad cardíaca, en diciembre de 1984. Su muerte fue reportada por la agencia de información vietnamita el 31 de diciembre de 1984, aunque se creía que había muerto unos días antes. Chan Sy era un buen amigo de Pen Sovan , quien cayó en desgracia antes por irritar a los vietnamitas. Las circunstancias de su muerte eran misteriosas.